# Ophiodictys uncinatus
Ophiodictys uncinatus är en ormstjärneart som beskrevs av Jean Baptiste François René Koehler 1922. Ophiodictys uncinatus ingår i släktet Ophiodictys och familjen knotterormstjärnor. Inga underarter finns listade i Catalogue of Life.